# Леди на день
«Леди на день» (белор. Лэдзі на дзень) — двухсерийный художественный фильм, снятый режиссёром Дмитрием Астраханом в 2002 году.

## Сюжет
Что делать, если жизнь не удалась? Что делать, если от будущего визита жениха — наследника испанского гранда — зависит счастье дочери? Что делать, если отец жениха помешан на титулах и богатстве? Выход один — превратиться в богатую леди на день.
Уличная торговка Анни с помощью своих многочисленных друзей знакомых не может не справиться с этой задачей. В невероятный круговорот событий оказываются вовлечены хозяйка борделя и юный аферист, судья и сам мэр Нью-Йорка. Они разыгрывают перед женихом и его отцом целый спектакль на фоне небоскрёбов, автомобилей с клаксонами, женских кружевных зонтов и зажигательных джазовых мелодий, и в этом гала-представлении Анни отведена роль настоящей светской львицы…

## В ролях
| Актёр                | Роль                                    |
| -------------------- | --------------------------------------- |
| Марина Неёлова       | Анни (уличная торговка)                 |
| Олег Табаков         | мэр Нью-Йорка                           |
| Юрий Колокольников   | Дэйв-Красавчик                          |
| Инна Ульянова        | Миссури Мартин (мадам в публичном доме) |
| Александр Калягин    | судья Генри Блейк                       |
| Александр Филиппенко | граф Альфонсо Ромеро                    |
| Павел Баршак         | Карлос Ромеро                           |
| Елена Захарова       | Луиза                                   |
| Геннадий Юхтин       | граф Кудряшов-Зарасайский               |

## Съёмочная группа
- Продюсеры: Валерий Тодоровский, Илья Неретин, Максим Коропцов
- Автор сценария: О. Данилов на основе сценария комедии «Леди на один день» («Lady for a Day», США, 1933, Роберта Рискина), который, в свою очередь, основан на сюжете рассказа «Madame La Gimp» Дэймона Раниона (Damon Runyon)
- Режиссёр: Дмитрий Астрахан
- Оператор: Ежи Гощик
- Художник: Юрий Зеленов
- Художник по костюмам: Алла Киреева